# ريان غلين
ريان غلين هو لاعب هوكي الجليد كندي، ولد في 7 يونيو 1980 في بورت كوكويتلام في كندا.

## وصلات خارجية
- ريان غلين على موقع دوري الهوكي الوطني (الإنجليزية)
- ريان غلين على موقع EliteProspects.com (الإنجليزية)
- ريان غلين على موقع Eurohockey.com (الإنجليزية)
- ريان غلين على موقع HockeyDB.com (الإنجليزية)